# Illa de Formentor
Illa de Formentor är en ö i Spanien.   Den ligger i regionen Balearerna, i den östra delen av landet, 600 km öster om huvudstaden Madrid. Arean är 0,14 kvadratkilometer.
Terrängen på Illa de Formentor är mycket platt. Öns högsta punkt är 31 meter över havet. 